# Museo del depósito de Fort Payne
El Museo del depósito de Fort Payne (anteriormente Depósito de pasajeros del Gran Ferrocarril del Sur de Alabama) es un edificio histórico ubicado en Fort Payne, Alabama, Estados Unidos.

## Historia
El depósito fue construido por Alabama Great Southern Railroad en 1891, en el apogeo del auge de la minería de Fort Payne. El servicio de pasajeros terminó en 1970, pero el depósito continuó dando servicio de carga hasta 1983. Se convirtió en un museo en 1986, que incluye exhibiciones con artefactos del siglo XIX y de los nativos americanos, una colección de dioramas de escenas de fantasía y eventos históricos, y un antiguo furgón de cola del Norfolk Southern Railway. El depósito se incluyó en el Registro Nacional de Lugares Históricos en 1971.

## Descripción
El depósito fue diseñado en estilo románico richardsoniano por el arquitecto Charles C. Taylor. Está revestido de arenisca gris con molduras de granito rosa. El techo a cuatro aguas tiene varios frontones que sobresalen de él, así como una torre circular en una esquina.